# Доброселиці-Перші
Доброселиці-Перші (пол. Dobrosielice Pierwsze) — село в Польщі, у гміні Дробін Плоцького повіту Мазовецького воєводства.
Населення — 127 осіб (2011).
У 1975-1998 роках село належало до Плоцького воєводства.

## Демографія
Демографічна структура станом на 31 березня 2011 року:
|          | Загалом | Допрацездатний вік | Працездатний вік | Постпрацездатний вік |
| -------- | ------- | ------------------ | ---------------- | -------------------- |
| Чоловіки | 68      | 17                 | 44               | 7                    |
| Жінки    | 59      | 14                 | 29               | 16                   |
| Разом    | 127     | 31                 | 73               | 23                   |